# Government of Ireland Act (1920)
Der Government of Ireland Act (vollständiger Titel: An Act to Provide for the Better Government of Ireland) vom 23. Dezember 1920 war das zweite Gesetz des britischen Parlaments zur Schaffung der Home Rule (d. h. autonome Selbstverwaltung) im Vereinigten Königreich von Großbritannien und Irland. Er ist auch als der 4. Home-Rule-Gesetzesentwurf bekannt. Das Gesetz trat am 3. Mai 1921 in Kraft.

## Hintergrund
Die beiden ersten Gesetzesvorschläge zur Schaffung der Home Rule in Irland in den Jahren 1886 und 1893 wurden beide vom Oberhaus (dem House of Lords) blockiert und traten nicht in Kraft. Das dritte diesbezügliche Gesetz wurde 1912 eingebracht, ebenfalls vom Oberhaus blockiert, erhielt aber aufgrund einer neuen Gesetzeslage zwei Jahre später die königliche Zustimmung. Doch der Erste Weltkrieg verzögerte zunächst die Umsetzung dieses Gesetzes, das aufgrund der Entwicklungen in Irland (Irischer Unabhängigkeitskrieg) im Endeffekt vollständig aufgegeben wurde. Erst der 4. Gesetzesvorschlag, der schließlich zum Government of Ireland Act wurde, hatte Erfolg.

## Details
Das Gesetz, eingebracht von der Regierung unter David Lloyd George, teilte die irische Insel in zwei Gebiete: Südirland und Nordirland, die beide eine eigenständige Regierung erhalten sollten. Südirland umfasste hierbei die ganze Insel, abgesehen von den 6 Grafschaften Antrim, Armagh, Down, Fermanagh, Londonderry und Tyrone sowie die Stadtbezirke Derry und Belfast, die Nordirland bildeten. Diese Teilung der Insel war ein Versuch der britischen Regierung, die Forderungen nach Home Rule der irischen Nationalisten auf der einen Seite und die zum Verbleib der Unionisten bei Großbritannien auf der anderen Seite unter einen Hut zu bringen. Nordirland umfasste also laut Gesetz 6 von 9 Grafschaften der Provinz Ulster – dies wurde als maximales Gebiet angesehen, in denen die Unionisten eine sichere Mehrheit bildeten.
Jedes der beiden Länder sollte ein eigenes Parlament erhalten, das aus seiner Majestät (dem britischen König), einem (südirischen bzw. nordirischen) Senat sowie dem (südirischen bzw. nordirischen) Unterhaus bestehen sollte. Beiden Territorien gemeinsam wäre ein einzelner Lord Lieutenant of Ireland, der den König in Irland vertreten, sowie ein Irischer Rat (Council of Ireland), der gemeinsame Angelegenheiten beider Länder koordinieren sollte. Beiden Ländern war es weiterhin erlaubt, eine gewisse Anzahl an Parlamentariern in das britische Parlament in Westminster zu entsenden. Wahlen für beide Unterhäuser fanden schließlich im Mai 1921 statt.

## Nachspiel
Das Parliament of Northern Ireland entstand 1921. Bei seiner Inauguration in der Belfast City Hall hielt König Georg V. seinen berühmten Aufruf zur Aussöhnung zwischen Norden und Süden. Die Rede wurde von der Regierung unter David Lloyd George auf Empfehlungen des Premierministers der Südafrikanischen Union Jan Smuts entworfen. Sie öffnete die Tür für formelle Kontakte zwischen der britischen Regierung und der irisch-republikanischen Administration unter Éamon de Valera und ebnete somit den Weg zum Anglo-Irischen Vertrag.
Südirland wurde niemals Realität. 124 der 128 gewählten Parlamentarier des südirischen Unterhauses weigerten sich, als Unterhaus zusammenzukommen, und versammelten sich stattdessen als Second Dáil. Anders hingegen in Nordirland: dort blieb der Government of Ireland Act von 1920 lange Zeit Teil der nordirischen Verfassung. Erst 1998, mit dem Northern Ireland Act und dem Karfreitagsabkommen, wurde die Streichung dieser Passagen umgesetzt.